# مادران زمین
مادران زمین نام یک آلبوم موسیقی اثر حسین علیزاده و گروه هم‌آوایان می‌باشد. در این آلبوم پروین نمازی، افسانه جهانگیری و هما نیکنام آهنگ‌های محلی کردی، قشقایی و مازندرانی را میخوانند.این اثر در تجلیل از روز جهانی زن ساخته و منتشر شد. حسین علیزاده در این آلبوم به نوازندگی تنبور می‌پردازد، حسین حمیدی، بالابان و لبک و مجید خلج هم تنبک می‌نوازد.

## فهرست آهنگ‌ها
۲۸ اهنگ